# Queratoconjuntivitis
La queratoconjunctivitis és la inflamació ("-itis") de la còrnia i la conjuntiva.
Quan només s'inflama la còrnia, s'anomena queratitis; quan només s'inflama la conjuntiva, s'anomena conjuntivitis.

## Causes
- Queratoconjuntivitis seca, per llàgrima insuficient.
- "Queratoconjunctivitis vernal", la que es produeix a la primavera (=vernal) i se sol considerar que es deu a al·lèrgens.
- "Queratoconjunctivitis atòpica", una manifestació de l'atòpia.
- "Queratoconjunctivitis epidèmica" causada per una infecció per adenovirus.
- "Queratoconjunctivitis fotoelèctrica", la soldadura elèctrica no protegida.
- "Queratoconjunctivitis bovina epidèmica", afectant als bòvids.